# Калиновка (Тобольский район)
Калиновка — упразднённая деревня в Тобольском районе Тюменской области России. Входила в состав Кутарбитского сельсовета. Упразднена в 2004 году, в связи с прекращением существования.

## География
Располагалась на реке Турба (приток Тобола), в 3,5 километрах (по прямой) к юго-востоку от деревни Кутарбитка.

## История
До 1917 года входила в состав Карачинской волости Тобольского уезда Тобольской губернии. По данным на 1926 год деревня Нееловка состояла из 23 хозяйств. В административном отношении входила в состав Кутарбитского сельсовета Тобольского района Тобольского округа Уральской области.
В 1960-е годы переименована в Калиновку.

## Население
| 1989 | 2002 |
| ---- | ---- |
| 3    | ↘0   |

По данным переписи 1926 года в деревне проживало 133 человека (60 мужчин и 73 женщины), в том числе: русские составляли 100 % населения.